# Marco Egidio Allegri
Marco Egidio Allegri (Venezia, 1897 – Crespano del Grappa, 1949) è stato un esoterista italiano.

## Biografia
È conosciuto soprattutto a causa della sua vicinanza a Gabriele D'Annunzio, assieme al quale fu uno dei protagonisti dell'impresa di Fiume. Quella con D'Annunzio fu più che un'amicizia, dato che anche il celebre poeta fu iniziato all'Ordine Martinista, assumendo il nome iniziatico “Ariel”.
Personaggio molto noto della Massoneria del Novecento, Allegri resta soprattutto legato allo sviluppo e la conservazione in Italia del Martinismo, la corrente spirituale nata dagli insegnamenti del mistico francese Louis Claude de Saint-Martin. Come massone, Allegri giungerà ai vertici del Rito Scozzese Antico e Accettato, nel quale verrà insignito del 33º grado. Il 23 novembre 1923 fu nominato Patriarca Grande Conservatore ad vitam del Rito di Memphis di Palermo, essendo già in possesso di analoga qualifica iniziatica per il Rito di Misraïm di Venezia, riti che unificò nell'Antico e Primitivo Rito Orientale di Misraïm e Memphis.
In seguito alla presa del potere del Fascismo e alle leggi che misero al bando le società segrete, le Logge massoniche sospesero le proprie attività sul territorio italiano, mentre i lavori martinisti continuarono in segreto, grazie ad Alessandro Sacchi (Gran Maestro fino al 1926 con il nome di "Sinesius") e ad Allegri (successore alla gran maestranza con il nome di "Flamelicus").
Dal 1928 al 1932 fu condannato al confino. 
Alla sua morte, avvenuta nel 1949, le sorti del Martinismo italiano e anche dell'Antico e Primitivo Rito Orientale di Misraïm e Memphis furono affidate al conte Ottavio Ulderigo Zasio.